# 茨城県立笠間高等学校
茨城県立笠間高等学校（いばらきけんりつ かさまこうとうがっこう）は、茨城県笠間市笠間にある県立高等学校。

## 概観
2007年（平成19年）度に、これまで設けられていた普通科の工芸・デザインコースを改編し、取手松陽高等学校に次いで新たに県内では2校目となる美術科が開設された。2013年（平成25年）度には、映像メディアを専門に学ぶことのできる学科としては、県内初となるメディア芸術科を開設。

## 沿革
（この節の出典）
- 1909年（明治42年）
  - 2月12日 - 笠間町他5ヶ村組合立農学校創立 [2]
  - 4月15日 - 西茨城第一高等小学校校舎において開校式挙行
- 1911年（明治44年）
  - 4月1日 - 西茨城郡立農学校と改称
- 4月27日 - 桂町に校舎新築移転
- 1923年（大正12年）4月1日 - 茨城県立笠間農学校と改称
- 1933年（昭和8年）
  - 2月16日 - 新校地、涸沼川畔弁天町（現在地）に決定
  - 4月1日 - 女子部設置（修業年限2年、定員50名）
- 1934年（昭和9年）
  - 9月1日 - 新校舎へ移転　入校式
  - 11月14日 - 新校舎落成式
- 1936年（昭和11年）8月1日 - 校歌設定
- 1943年（昭和18年）4月30日 - 茨城県女子拓殖訓練所設立
- 1946年（昭和21年）2月1日 - 同所閉鎖
- 1948年（昭和23年）3月31日 - 新制高等学校発足し、茨城県立笠間高等学校となる。 
  - 全日制農業課程（定員300名）、普通課程（定員300名）
  - 定時制農業課程（定員200名）、普通課程（定員200名）
- 1950年（昭和25年）3月31日 - 全日制家庭課程(定員50名)設置、全日制普通科1学級減
- 1951年（昭和26年）
  - 2月24日 - 新校歌・校旗制定
  - 8月15日 - 総合農場落成
- 1955年（昭和30年）4月1日 - 定時制農業科募集中止
- 1957年（昭和32年）3月31日 - 講堂新築
- 1958年（昭和33年）4月1日 - 定時制普通科募集中止、榎戸庄衛　講堂壁画制作
- 1959年（昭和34年）11月20日 - 創立50周年記念式典挙行
- 1963年（昭和38年）4月1日 - 家庭科1学級増、普通科55名臨時募集
- 1965年（昭和40年）4月1日 - 生活科新設（2学級110名）
- 1968年（昭和43年）4月1日 - 農業土木科設置（1学級45名）
- 1972年（昭和47年）3月2日 - 体育館竣工、創立60周年記念式典挙行
- 1977年（昭和52年）
  - 3月31日 - 本館新築鉄筋コンクリート4階、付属施設新築、講堂移築
  - 6月4日 - 本館前庭完成、校門門扉設置
- 1978年（昭和53年）11月11日 - 創立70周年記念式典挙行
- 1986年（昭和61年）4月1日 - 生活科募集停止、普通科1学級増
- 1989年（平成元年）
  - 2月25日 - 創立80周年記念式典挙行
  - 4月1日 - 農業科1学級減、普通科1学級増
- 1990年（平成2年）4月1日 - 農業科募集停止、普通科1学級増
- 1991年（平成3年）4月1日 - 農業土木科募集停止
- 1992年（平成4年）4月1日 - 家政科1学級減
- 1994年（平成6年）4月1日 - 家政科募集停止、普通科工芸デザインコース設置
- 1996年（平成8年）7月22日 - セミナーハウス「柏笠館」竣工
- 1998年（平成10年）
  - 4月1日 - 普通科1学級減
  - 10月23日 - 創立90周年記念式典挙行
- 2000年（平成12年）4月1日 - 普通科15学級、普通科工芸デザインコース3学級
- 2001年（平成13年）4月1日 - 週5日制施行
- 2007年（平成19年）4月1日 - 普通科1学級減、工芸デザインコース募集停止、美術科設置
- 2008年（平成20年）
  - 11月14日 - 美術科棟新築鉄筋コンクリート2階建竣工
  - 11月16日 - 創立100周年記念式典挙行
- 2009年（平成21年）10月30日 - 笠間高校同窓会多目的ホール(kasako cube)竣工
- 2013年（平成25年） - 普通科1学級減、メディア芸術科設置

## 学科

### 普通科
普通科では2年次から就職クラス(Ａコース2クラス)と進学クラス(Ｂコース1クラス)に分かれる。

### 美術科
美術科は学年に1クラス設置されている。2年次から主専攻科目を選択する。油彩画・日本画・ビジュアルデザイン・クラフトデザイン・陶芸から1つを選択する。

### メディア芸術科
メディア芸術科は学年に1クラス設置されている。2年次から主専攻科目を選択する。写真・映像・コンピュータ・グラフィックスから1つを選択する。また美術科・メディア芸術科は2年次において、他学科選択科目としてそれぞれの学科の専門科目を相互選択できる。絵画・版画・デザイン・陶芸・写真・ビデオ・コンピュータ・グラフィックスから1科目を選択する。

## 部活動

### 運動部
- 陸上競技部 
  - 2008年度関東大会出場
  - 2009年度インターハイ出場、国体出場、日本ユース出場
  - 2010年度第1回ユースオリンピック日本代表、インターハイ優勝、国体優勝、日本ユース出場
  - 2011年度関東大会出場
  - 2012年度関東大会出場
- 弓道部 
  - 2012年度関東大会出場
  - 2013年度関東大会出場、インターハイ出場
- 野球部
- サッカー部
- ハンドボール部
- 卓球部
- バレーボール部
- バスケットボール部
- ソフトテニス部
- 相撲同好会 - 2009年度関東大会出場
- ダンス同好会

### 文化部
- 美術部
  - 2006年度全国大会出場
  - 2007年度全国大会出場
  - 2008年度全国大会出場
  - 2009年度全国大会出場
  - 2010年度全国大会出場
  - 2011年度全国大会出場
  - 2012年度全国大会出場
- 写真部 
  - 2005年度全国大会出場
  - 2010年度関東大会出場
  - 2013年度関東大会出場
- 放送映像部 - 2010年度NHK杯全国高校放送コンテスト全国大会出場
- 吹奏楽部
- 茶道部
- JRC部
- 書道部
- 軽音楽同好会
- パソコン研究同好会
- 漫画研究同好会
- 手芸同好会

## 進学先
（2010年〔平成22年〕度）
- 4年制大学…筑波大学(2)、茨城大学、茨城キリスト教大学(3)、筑波学院大学(3)
- 短期大学…女子美術短期大学(3)、つくば国際短期大学、茨城女子短期大学
- 県立専門学校…水戸産業技術学院(4)、筑西産業技術学院(4)、土浦産業技術学院、茨城県立農業大学校
- 私立専門学校…アミューズメントメディア総合学院、いばらき中央福祉専門学校(4)、いばらき動物専門学院(3)、桑沢デザイン研究所、晃陽看護栄養専門学校、国際テクニカル美容専門学校、筑波研究学園専門学校(3)、つくば国際ペット専門学校(3)、中川調理専門学校(5)、日本菓子専門学校、日本農業実践学園、ハリウッドビューティ専門学校、水戸自動車大学校(2)、水戸ビューティーカレッジ、リリー保育福祉専門学校(3)

## 著名な出身者
- 山口伸樹 - 笠間市長
- 原田明広 - 野球選手
- 茅場清 - ハンドボール選手
- 中村太地 - 投擲競技選手

## 交通
- JR笠間駅から徒歩10分